# 손범수 전유성의 모닝카페
《손범수 전유성의 모닝카페》는 대한민국의 MBC에서 오전 시간대의 텔레비전 교양 · 예능 · 토크쇼 프로그램이다.

## 개요
하루를 여는 기분좋은 토크쇼 형식으로 종종 사연을 숨긴 스타들을 진솔한 이야기로 따로 다루었다.

## 진행자
- 손범수, 전유성